# Gran Premio motociclistico delle Americhe 2017
Il Gran Premio motociclistico delle Americhe 2017, svolto il 23 aprile presso il circuito delle Americhe, è stato la terza prova del motomondiale 2017. La quinta edizione della storia di questo GP ha visto la vittoria di: Romano Fenati in Moto3, Franco Morbidelli in Moto2 e Marc Márquez in MotoGP.

## MotoGP

### Arrivati al traguardo
| Pos. | Nº | Pilota           | Squadra                     | Motocicletta       | Giri | Tempo     | Griglia | Punti |
| ---- | -- | ---------------- | --------------------------- | ------------------ | ---- | --------- | ------- | ----- |
| 1º   | 93 | Marc Márquez     | Repsol Honda                | Honda RC213V       | 21   | 43'58.770 | 1º      | 25    |
| 2º   | 46 | Valentino Rossi  | Movistar Yamaha             | Yamaha YZR-M1      | 21   | +3.069    | 3º      | 20    |
| 3º   | 26 | Dani Pedrosa     | Repsol Honda                | Honda RC213V       | 21   | +5.112    | 4º      | 16    |
| 4º   | 35 | Cal Crutchlow    | LCR Honda                   | Honda RC213V       | 21   | +7.638    | 9º      | 13    |
| 5º   | 5  | Johann Zarco     | Monster Yamaha Tech 3       | Yamaha YZR-M1      | 21   | +7.957    | 5º      | 11    |
| 6º   | 4  | Andrea Dovizioso | Ducati Team                 | Ducati Desmosedici | 21   | +14.058   | 7º      | 10    |
| 7º   | 29 | Andrea Iannone   | Suzuki Ecstar               | Suzuki GSX-RR      | 21   | +15.491   | 11º     | 9     |
| 8º   | 9  | Danilo Petrucci  | Octo Pramac Racing          | Ducati Desmosedici | 21   | +16.772   | 13º     | 8     |
| 9º   | 99 | Jorge Lorenzo    | Ducati Team                 | Ducati Desmosedici | 21   | +17.979   | 6º      | 7     |
| 10º  | 43 | Jack Miller      | EG 0,0 Marc VDS             | Honda RC213V       | 21   | +18.494   | 12º     | 6     |
| 11º  | 94 | Jonas Folger     | Monster Yamaha Tech 3       | Yamaha YZR-M1      | 21   | +18.903   | 8º      | 5     |
| 12º  | 45 | Scott Redding    | Octo Pramac Racing          | Ducati Desmosedici | 21   | +28.735   | 10º     | 4     |
| 13º  | 53 | Esteve Rabat     | EG 0,0 Marc VDS             | Honda RC213V       | 21   | +30.041   | 16º     | 3     |
| 14º  | 8  | Héctor Barberá   | Reale Avintia Racing        | Ducati Desmosedici | 21   | +31.364   | 15º     | 2     |
| 15º  | 19 | Álvaro Bautista  | Pull&Bear Aspar             | Ducati Desmosedici | 21   | +1'06.547 | 19º     | 1     |
| 16º  | 38 | Bradley Smith    | Red Bull KTM Factory Racing | KTM RC16           | 21   | +1'22.090 | 18º     |       |
| 17º  | 41 | Aleix Espargaró  | Aprilia Racing Team Gresini | Aprilia RS-GP      | 19   | +2 giri   | 22º     |       |

### Ritirati
| Nº | Pilota           | Squadra                     | Motocicletta       | Giri | Griglia |
| -- | ---------------- | --------------------------- | ------------------ | ---- | ------- |
| 22 | Sam Lowes        | Aprilia Racing Team Gresini | Aprilia RS-GP      | 11   | 20º     |
| 44 | Pol Espargaró    | Red Bull KTM Factory Racing | KTM RC16           | 9    | 21º     |
| 76 | Loris Baz        | Reale Avintia Racing        | Ducati Desmosedici | 8    | 14º     |
| 25 | Maverick Viñales | Movistar Yamaha             | Yamaha YZR-M1      | 1    | 2º      |
| 17 | Karel Abraham    | Pull&Bear Aspar             | Ducati Desmosedici | 1    | 17º     |

### Non partito
| Nº | Pilota    | Squadra       | Motocicletta  |
| -- | --------- | ------------- | ------------- |
| 42 | Álex Rins | Suzuki Ecstar | Suzuki GSX-RR |

## Moto2

### Arrivati al traguardo
| Pos. | Nº | Pilota             | Squadra                    | Motocicletta       | Giri | Tempo     | Griglia | Punti |
| ---- | -- | ------------------ | -------------------------- | ------------------ | ---- | --------- | ------- | ----- |
| 1º   | 21 | Franco Morbidelli  | EG 0,0 Marc VDS            | Kalex Moto2        | 19   | 41'20.078 | 1º      | 25    |
| 2º   | 12 | Thomas Lüthi       | CarXpert Interwetten       | Kalex Moto2        | 19   | +2.633    | 5º      | 20    |
| 3º   | 30 | Takaaki Nakagami   | Idemitsu Honda Team Asia   | Kalex Moto2        | 19   | +6.809    | 4º      | 16    |
| 4º   | 73 | Álex Márquez       | EG 0,0 Marc VDS            | Kalex Moto2        | 19   | +9.852    | 3º      | 13    |
| 5º   | 77 | Dominique Aegerter | Kiefer Racing              | Suter MMX2         | 19   | +10.927   | 6º      | 11    |
| 6º   | 44 | Miguel Oliveira    | Red Bull KTM Ajo           | KTM Moto2          | 19   | +13.029   | 7º      | 10    |
| 7º   | 24 | Simone Corsi       | Speed Up Racing            | Speed Up SF7       | 19   | +13.335   | 17º     | 9     |
| 8º   | 23 | Marcel Schrötter   | Dynavolt Intact GP         | Suter MMX2         | 19   | +13.754   | 11º     | 8     |
| 9º   | 97 | Xavi Vierge        | Tech 3 Racing              | Tech 3 Mistral 610 | 19   | +18.079   | 12º     | 7     |
| 10º  | 10 | Luca Marini        | Forward Racing             | Kalex Moto2        | 19   | +21.418   | 23º     | 6     |
| 11º  | 55 | Hafizh Syahrin     | Petronas Raceline Malaysia | Kalex Moto2        | 19   | +21.430   | 19º     | 5     |
| 12º  | 40 | Fabio Quartararo   | Pons HP40                  | Kalex Moto2        | 19   | +21.736   | 16º     | 4     |
| 13º  | 19 | Xavier Siméon      | Tasca Racing               | Kalex Moto2        | 19   | +21.974   | 8º      | 3     |
| 14º  | 88 | Ricard Cardús      | Red Bull KTM Ajo           | KTM Moto2          | 19   | +24.245   | 10º     | 2     |
| 15º  | 9  | Jorge Navarro      | Federal Oil Gresini        | Kalex Moto2        | 19   | +24.863   | 13º     | 1     |
| 16º  | 42 | Francesco Bagnaia  | SKY Racing Team VR46       | Kalex Moto2        | 19   | +28.226   | 15º     |       |
| 17º  | 32 | Isaac Viñales      | BE-A-VIP SAG               | Kalex Moto2        | 19   | +28.443   | 22º     |       |
| 18º  | 49 | Axel Pons          | RW Racing GP               | Kalex Moto2        | 19   | +34.767   | 20º     |       |
| 19º  | 45 | Tetsuta Nagashima  | Teluru SAG                 | Kalex Moto2        | 19   | +37.279   | 27º     |       |
| 20º  | 5  | Andrea Locatelli   | Italtrans Racing           | Kalex Moto2        | 19   | +37.530   | 29º     |       |
| 21º  | 2  | Jesko Raffin       | Garage Plus Interwetten    | Kalex Moto2        | 19   | +38.953   | 25º     |       |
| 22º  | 54 | Mattia Pasini      | Italtrans Racing           | Kalex Moto2        | 19   | +43.720   | 2º      |       |
| 23º  | 11 | Sandro Cortese     | Dynavolt Intact GP         | Suter MMX2         | 19   | +51.515   | 9º      |       |
| 24º  | 47 | Axel Bassani       | Speed Up Racing            | Speed Up SF7       | 19   | +1'07.841 | 32º     |       |
| 25º  | 89 | Khairul Idham Pawi | Idemitsu Honda Team Asia   | Kalex Moto2        | 19   | +1'08.137 | 28º     |       |

### Ritirati
| Nº | Pilota              | Squadra              | Motocicletta       | Giri | Griglia |
| -- | ------------------- | -------------------- | ------------------ | ---- | ------- |
| 57 | Edgar Pons          | Pons HP40            | Kalex Moto2        | 2    | 25º     |
| 7  | Lorenzo Baldassarri | Forward Racing       | Kalex Moto2        | 0    | 14º     |
| 68 | Yonny Hernández     | AGR Team             | Kalex Moto2        | 0    | 18º     |
| 60 | Julián Simón        | Tech 3 Racing        | Tech 3 Mistral 610 | 0    | 21º     |
| 62 | Stefano Manzi       | SKY Racing Team VR46 | Kalex Moto2        | 0    | 29º     |

### Non partiti
| Nº | Pilota       | Squadra                 | Motocicletta | Griglia |
| -- | ------------ | ----------------------- | ------------ | ------- |
| 52 | Danny Kent   | Kiefer Racing           | Suter MMX2   | 24º     |
| 27 | Iker Lecuona | Garage Plus Interwetten | Kalex Moto2  | 30º     |

## Moto3

### Arrivati al traguardo
| Pos. | Nº | Pilota                  | Squadra                    | Motocicletta   | Giri | Tempo     | Griglia | Punti |
| ---- | -- | ----------------------- | -------------------------- | -------------- | ---- | --------- | ------- | ----- |
| 1º   | 5  | Romano Fenati           | Marinelli Rivacold Snipers | Honda NSF250R  | 12   | 27'15.841 | 3º      | 25    |
| 2º   | 88 | Jorge Martín            | Del Conca Gresini          | Honda NSF250R  | 12   | +4.504    | 5º      | 20    |
| 3º   | 21 | Fabio Di Giannantonio   | Del Conca Gresini          | Honda NSF250R  | 12   | +4.527    | 6º      | 16    |
| 4º   | 33 | Enea Bastianini         | Estrella Galicia 0,0       | Honda NSF250R  | 12   | +4.673    | 7º      | 13    |
| 5º   | 8  | Nicolò Bulega           | SKY Racing Team VR46       | KTM RC 250 GP  | 12   | +4.968    | 4º      | 11    |
| 6º   | 58 | Juanfran Guevara        | RBA BOE Racing             | KTM RC 250 GP  | 12   | +5.618    | 13º     | 10    |
| 7º   | 17 | John McPhee             | British Talent             | Honda NSF250R  | 12   | +5.687    | 9º      | 9     |
| 8º   | 36 | Joan Mir                | Leopard Racing             | Honda NSF250R  | 12   | +5.852    | 2º      | 8     |
| 9º   | 65 | Philipp Öttl            | Südmetall Schedl GP Racing | KTM RC 250 GP  | 12   | +6.594    | 15º     | 7     |
| 10º  | 40 | Darryn Binder           | Platinum Bay Real Estate   | KTM RC 250 GP  | 12   | +12.709   | 11º     | 6     |
| 11º  | 19 | Gabriel Rodrigo         | RBA BOE Racing             | KTM RC 250 GP  | 12   | +13.240   | 14º     | 5     |
| 12º  | 16 | Andrea Migno            | SKY Racing Team VR46       | KTM RC 250 GP  | 12   | +13.285   | 19º     | 4     |
| 13º  | 95 | Jules Danilo            | Marinelli Rivacold Snipers | Honda NSF250R  | 12   | +13.290   | 21º     | 3     |
| 14º  | 23 | Niccolò Antonelli       | Red Bull KTM Ajo           | KTM RC 250 GP  | 12   | +13.412   | 8º      | 2     |
| 15º  | 11 | Livio Loi               | Leopard Racing             | Honda NSF250R  | 12   | +13.491   | 16º     | 1     |
| 16º  | 42 | Marcos Ramírez          | Platinum Bay Real Estate   | KTM RC 250 GP  | 12   | +23.922   | 20º     |       |
| 17º  | 12 | Marco Bezzecchi         | CIP                        | Mahindra MGP3O | 12   | +24.347   | 26º     |       |
| 18º  | 71 | Ayumu Sasaki            | SIC Racing                 | Honda NSF250R  | 12   | +24.650   | 17º     |       |
| 19º  | 7  | Adam Norrodin           | SIC Racing                 | Honda NSF250R  | 12   | +24.795   | 25º     |       |
| 20º  | 14 | Tony Arbolino           | SIC58 Squadra Corse        | Honda NSF250R  | 12   | +25.166   | 12º     |       |
| 21º  | 75 | Albert Arenas           | Mahindra Gaviota Aspar     | Mahindra MGP3O | 12   | +26.811   | 22º     |       |
| 22ª  | 6  | María Herrera           | AGR Team                   | KTM RC 250 GP  | 12   | +27.431   | 24ª     |       |
| 23º  | 84 | Jakub Kornfeil          | Peugeot MC Saxoprint       | Peugeot        | 12   | +37.960   | 23º     |       |
| 24º  | 41 | Nakarin Atiratphuvapat  | Honda Team Asia            | Honda NSF250R  | 12   | +41.408   | 32º     |       |
| 25º  | 96 | Manuel Pagliani         | CIP                        | Mahindra MGP3O | 12   | +43.789   | 29º     |       |
| 26º  | 48 | Lorenzo Dalla Porta     | Mahindra Gaviota Aspar     | Mahindra MGP3O | 12   | +44.004   | 28º     |       |
| 27º  | 4  | Patrik Pulkkinen        | Peugeot MC Saxoprint       | Peugeot        | 12   | +51.071   | 30º     |       |
| 28º  | 18 | Gabriel Martinez-Abrego | Motomex Team Moto3         | KTM RC 250 GP  | 12   | +51.438   | 31º     |       |

### Ritirati
| Nº | Pilota         | Squadra              | Motocicletta  | Giri | Griglia |
| -- | -------------- | -------------------- | ------------- | ---- | ------- |
| 24 | Tatsuki Suzuki | SIC58 Squadra Corse  | Honda NSF250R | 9    | 18º     |
| 44 | Arón Canet     | Estrella Galicia 0,0 | Honda NSF250R | 3    | 1º      |
| 27 | Kaito Toba     | Honda Team Asia      | Honda NSF250R | 3    | 27º     |

### Non partito
| Nº | Pilota         | Squadra          | Motocicletta  | Griglia |
| -- | -------------- | ---------------- | ------------- | ------- |
| 64 | Bo Bendsneyder | Red Bull KTM Ajo | KTM RC 250 GP | 10º     |